# Liste der Routes in Newfoundland and Labrador
Die nachfolgenden Listen beinhalten die hochrangigen Straßen der kanadischen Provinz Neufundland und Labrador. Die Straßen mit Nummern kleiner als 500 befinden sich auf der Insel Neufundland, die Nummern ab 500 lassen sich in Labrador auf dem Festland finden.

## Straßen auf Neufundland
| Nummer | Name                 | Beginn                                     | Ende                 | Länge in km |
| ------ | -------------------- | ------------------------------------------ | -------------------- | ----------- |
| 1      | Trans-Canada Highway | Channel-Port aux Basques                   | St. John’s           | 906         |
| 2      |                      | St. John’s                                 | Conception Bay South | 34,2        |
| 3      |                      | Mount Pearl                                | Williams             | 9           |
| 3A     |                      | Route 1                                    | Mount Pearl          | 2,1         |
| 75     |                      | Route 1                                    | Carbonear            | 36          |
| 210    |                      | Goobies                                    | Marystown            | 143         |
| 230    |                      | Thorburn Lake                              | Bonavista            | 109         |
| 320    |                      | Gambo                                      | New-Wes-Valley       | 85          |
| 330    |                      | Gander                                     | New-Wes-Valley       | 140         |
| 340    | Road to the Isles    | Notre Dame Junction                        | Twillingate          | 105         |
| 360    |                      | Bishop’s Falls                             | Harbour Breton       | 202         |
| 410    |                      | Sheppardville                              | Fleur de Lys         | 90          |
| 430    |                      | Deer Lake                                  | St. Anthony          | 417         |
| 480    |                      | Route 1 an der Mündung des Southwest Brook | Burgeo               | 150         |

## Straßen in Labrador
| Nummer | Name                   | Beginn                 | Ende                   | Länge in km |
| ------ | ---------------------- | ---------------------- | ---------------------- | ----------- |
| 500    | Trans-Labrador Highway | Labrador City          | Happy Valley-Goose Bay | 545         |
| 503    |                        | Route 500              | Wabush                 | 16          |
| 510    | Trans-Labrador Highway | L’Anse-au-Clair        | Happy Valley-Goose Bay | 608         |
| 513    |                        | Route 510              | St. Lewis              | 30          |
| 514    |                        | Route 510              | Charlottetown          | 50          |
| 516    |                        | Route 510              | Cartwright             | 94          |
| 520    |                        | Happy Valley-Goose Bay | North West River       | 45          |